# Cedar County (Missouri)
Cedar County is een county in de Amerikaanse staat Missouri.
De county heeft een landoppervlakte van 1.233 km² en telt 13.733 inwoners (volkstelling 2000). De hoofdplaats is Stockton.